# Milena Dravić
Milena Dravić (Belgrád, 1940. október 5. – 2018. október 14.) szerb színésznő. Férje Dragan Nikolić szerb színész.

## Életpályája
1958 óta szerepel filmekben. 1959-ben, amikor középiskolás volt, meglátta őt Frantisek Cap egy ifjúsági magazin borítóján, és azonnal meghívta A kapu nyitva marad (1959) című filmjébe. Ezután folytatta tanulmányait a belgrádi Drámaművészeti Akadémián. 1964 óta játszik a televízióban.

### Munkássága
Vonzó külseje és átlagon felüli jellemábárzoló tehetsége révén rövid idő alatt a legnépszerűbb jugoszláv filmművészek egyike lett. 1962-ben jött a nagy áttörés, amikor megnyerte az Arany Aréna-díjat nyert a legjobb színésznőnek járót. Legemlékezetesebb alakítása A leány (1965) címszerepe volt.

## Filmjei
- A kapu nyitva marad (1959)
- Ábrándok hintaja (1960)
- Jobban ért hozzá (1960)
- A forrongó város (1961)
- Közös lakás (1962)
- Kozara (1962)
- Homokvár (1963)
- Radopolje (1963)
- Nyugtalan nyár (1964)
- A képviselő (1964)
- Felelős állásban (1964)
- Asszonyok faluja (1964)
- Katonalányok (1965)
- Autóduda (1965)
- Az ember nem madár (1965)
- A leány (1965)
- A győzelemig és tovább (1966)
- Rondó (1966)
- Füst (1967)
- Reggel (1967)
- Szegény Mária! (1968)
- Halotti tor (1968)
- Horoszkóp (1969)
- Árkon-bokron át (1969)
- A vágy neve Anada (1969)
- A neretvai csata (1969)
- Kerékpárosok (1970)
- Valamit visz a víz (1970)
- Családom szerepe a forradalomban (1971)
- W. R., az organizmus misztériuma (1971)
- Az ötödik támadás (1973)
- Halálos tavasz (1973)
- Sutjeska (1973)
- Félelem (1974)
- Szép az élet (1975)
- Irány: Belgrád (1976)
- Csoportkép hölggyel (1977)
- Budimir Trajkovics szerelmi élete (1977)
- Az edző (1978)
- Kéz a kézben (1978)
- Filip Filipovics álma, élete, halála (1980)
- Legyél az apukám! (1980)
- Nyolc kiló boldogság (1980)
- Különleges terápia (1980)
- Csak azért is te legyél az apukám! (1982)
- A halál utáni éjszaka (1983)
- Cukros víz (1983)
- Anticasanova (1985)
- Bosszú (1986)
- A hold fia (1988)
- A koszovói csata (1989)
- A kakasdombi zsaru (1992)
- Lőporos hordó (1998)
- Bumeráng (2001)
- Normális emberek (2001)
- Ledina (2003)
- Elveszett tárgyak (2005)
- Lud, zbunjen, normalan (2007-2008)
- Szerelem és egyéb bűnök (2008)
- Szent György lelövi a sárkányt (2009)
- Sindjelici (2013-2014)

## Díjai
- Arany Aréna-díj (1962, 1970)
- Ezüst Aréna-díj (1964, 1966, 1967, 1969)
- Arany Rózsa-díj (1967)
- a cannes-i fesztivál legjobb női alakítás díja (1980) Különleges terápia